# 吉野 (小惑星)
吉野（よしの、5640 Yoshino）は小惑星帯に位置する小惑星である。1989年（平成元年）10月21日に日本の鹿児島県鹿児島市において向井優と武石正憲が共同で発見した。

## 名称
発見者の一人である向井優の出身地である鹿児島市の町名「吉野町」に因む。命名は1999年2月2日付の小惑星回報 (MPC 33787)で行われた。